# 生態系エンジニア
生態系エンジニア（せいたいけいエンジニア, Ecosystem engineer）とは、ハビタットを創造したり、ハビタットを改変したりする生物のことである。

## タイプ
Jones et al. (1994)は、生態系エンジニアを2つのタイプに分けている。
- 同種異系エンジニアは、何らかの物質を物理的に変化させることで、環境を改変させる。

ビーバーは典型的な生態系エンジニアである。ビーバーは、樹木を切り倒しダムを作る過程において、環境を広範囲にわたって改変させる。様々なタイプの生物が、ビーバーがダムを作ることで、ダムが無い環境に比べよく育つようになる。
また、葉を巻いたり綴ったりして巣を作るチョウ目の幼虫(shelter maker)は、その巣を二次的に利用するその他の節足動物にとってのシェルターを作っている。ビーバーに比べ小規模だが、マイクロハビタットの改変を行うことで、多様な節足動物に様々な利益を与えているため、shelter makerは生態系エンジニアであると考えられている。
- 自律的エンジニアは、自分自身を変化させることで、環境を改変させる。樹木は成長に従って、幹や枝がその他の生物にとってのハビタットとなる。熱帯地方では、リアナ（英語版）が樹木同士をつなげることで、様々な動物が林冠を移動することが可能となる。

## 事例
移入種は、しばしば生態系エンジニアと成り得る。
南東アメリカに移入したマメ科植物であるクズは、動物や鳥の分布や個体数に変化をもたらした。また、クズが繁茂することで、在来種が生育できない環境になる。
北アメリカにおいて、カワホトトギスガイ（ゼブラ貝）もまた、生態系エンジニアの働きをしている。捕食者からの隠れ家を提供することでマイクロハビタットを増加させ、淡水性の無脊椎動物の成長を促している。結果として、湖に射す光の量が増加するため、藻の成長を促進させている。